# Улица Юры Зойфера (Харьков)

Улица Юры Зойфера (до 2016 — улица Анри Барбюса) — улица в Шевченковском районе Харькова, в районе Госпрома. Длина 340 м. Начинается с площади Свободы, пересекается с проспектом Независимости и улицей Бориса Чичибабина. Заканчивается на пересечении с улицей Данилевского. Застроена преимущественно пятиэтажными домами.

## История создания
Основана в 1920-х годах при строительстве Госпрома. Первоначальное название — Радиальная 1-я улица (по другим источникам — улица Радиальная, улица Красных химиков). Переименована 20 сентября 1936 года в честь французского писателя — марксиста и журналиста Анри Барбюса. В годы немецкой оккупации (1942—1943) согласно решению Городской управы от 7 сентября 1942 года получила имя Леонида Глебова (Глебов Леонид Иванович (1827—1893) — украинский поэт, баснописец и лирик).
2 февраля 2016 года в соответствии с Законом Украины «Об осуждении коммунистического и национал-социалистического (нацистского) тоталитарных режимов в Украине и запрещении пропаганды их символики» переименован в честь Юрия Зойфера — писателя, журналиста и антифашиста, который родился в Харькове, а впоследствии эмигрировал в Австрию.